# Gary Grubbs
Gary Grubbs (Amory, 14 novembre 1949) è un attore statunitense.

## Biografia
È noto per aver interpretato Al Osen nel film JFK - Un caso ancora aperto.
In televisione ha interpretato il Capitano Steven Wiecek in Per amore e per onore, il Detective Hamill in Half Nelson, George Russell in Walt Disney's Wonderful World of Color, Harlin Polk in Will & Grace, Roger Burkle in Angel, Gordon Bullit in The O.C., Mr. Dumont in Common Law, Richard Desaulet in Treme.

## Filmografia

### Cinema
- Frontiera (The Border), regia di Tony Richardson (1982)
- Honkytonk Man, regia di Clint Eastwood (1982)
- Silkwood, regia di Mike Nichols (1983)
- Nadine, un amore a prova di proiettile (Nadine), regia di Robert Benton (1987)
- E Dio creò la donna (And God Created Woman), regia di Roger Vadim (1988)
- JFK - Un caso ancora aperto (JFK), regia di Oliver Stone (1991)
- Chi pesca trova (Gone Fishin'), regia di Christopher Cain (1997)
- X-Files - Il film (The X-Files), regia di Rob S. Bowman (1998)
- The Astronaut's Wife - La moglie dell'astronauta (The Astronaut's Wife), regia di Rand Ravich (1999)
- Double Take, regia di George Gallo (2001)
- La giuria (Runaway Jury), regia di Gary Fleder (2003)
- Ray, regia di Taylor Hackford (2004)
- Glory Road, regia di James Gartner (2006)
- Tutti gli uomini del re (All the King's Men), regia di Steven Zaillian (2006)
- Déjà vu - Corsa contro il tempo (Déjà vu), regia di Tony Scott (2006)
- Homeland Security (My Mom's New Boyfriend), regia di George Gallo (2008)
- Pericolosamente bionda (Major Movie Star), regia di Steve Miner (2008)
- L'occhio del ciclone - In the Electric Mist (In the Electric Mist), regia di Bertrand Tavernier (2009)
- Il cattivo tenente - Ultima chiamata New Orleans (Bad Lieutenant: Port of Call New Orleans), regia di Werner Herzog (2009)
- Alabama Moon, regia di Tim McCanlies (2009)
- The Chameleon, regia di Jean-Paul Salomé (2010)
- The Chaperone - In gita per caso (The Chaperone), regia di Stephen Herek (2011)
- Mardi Gras - Fuga dal college (Mardi Gras: Spring Break), regia di Phil Dornfeld (2011)
- Carjacked - La strada della paura (Carjacked), regia di John Bonito (2011)
- Weather Wars (Storm War), regia di Todor Chapkanov (2011)
- Oltre ogni regola (Bending the Rules), regia di Artie Mandelberg (2012)
- Battleship, regia di Peter Berg (2012)
- No One Lives, regia di Ryūhei Kitamura (2012)
- Django Unchained, regia di Quentin Tarantino (2012)
- 50 anni in rosa (The Hot Flashes), regia di Susan Seidelman (2013)
- Parkland, regia di Peter Landesman (2013)
- Devil's Knot - Fino a prova contraria (Devil's Knot), regia di Atom Egoyan (2013)
- Sabotage, regia di David Ayer (2014)
- Left Behind - La profezia (Left Behind), regia di Vic Armstrong (2015)
- Project Almanac - Benvenuti a ieri (Project Almanac), regia di Dean Israelite (2015)
- Zona d'ombra (Concussion), regia di Peter Landesman (2015)
- Free State of Jones, regia di Gary Ross (2016)
- USS Indianapolis (USS Indianapolis: Men of Courage), regia di Mario Van Peebles (2016)
- LBJ, regia di Rob Reiner (2016)
- Out of Blue - Indagine pericolosa (Out of Blue), regia di Carol Morley (2018)

### Televisione
- Da qui all'eternità (From Here to Eternity) – miniserie TV, episodi 1-2-3 (1979)
- Charlie's Angels – serie TV, episodio 4x03 (1979)
- CHiPs – serie TV, episodi 3x11-5x25 (1979-1982)
- Hazzard (The Dukes of Hazzard) – serie TV, episodi 1x07-5x07 (1979-1982)
- Agenzia Rockford (The Rockford Files) – serie TV, episodio 6x12 (1980)
- Il giovane Maverick (Young Maverick) – serie TV, episodio 1x07 (1980)
- Hill Street giorno e notte (Hill Street Blues) – serie TV, episodio 1x01 (1981)
- Una famiglia americana (The Waltons) – serie TV, episodio 9x21 (1981)
- Ralph supermaxieroe (The Greatest American Hero) – serie TV, episodio 2x07 (1981)
- Happy Days – serie TV, episodio 9x13 (1982)
- M*A*S*H – serie TV, episodio 11x1 (1982)
- California (Knots Landing) – serie TV, episodio 5x03 (1983)
- Tre cuori in affitto (Three's Company) – serie TV, episodio 8x04 (1983)
- Per amore e per onore (For Love and Honor) – serie TV, 12 episodi (1983-1984)
- Magnum, P.I. – serie TV, episodio 5x10 (1984)
- Autopsia di un delitto (The Burning Bed), regia di Robert Greenwald – film TV (1984)
- Half Nelson – serie TV, 6 episodi (1985)
- A-Team (The A-Team) – serie TV, episodio 4x18 (1986)
- Cuori senza età (The Golden Girls) – serie TV, episodio 1x24 (1986)
- Nord e Sud II (North and South, Book II) – miniserie TV, episodio 5 (1986)
- T.J. Hooker – serie TV, episodio 5x19 (1986)
- Il mio amico Ricky (Silver Spoons) – serie TV, episodio 5x11 (1986)
- Matlock – serie TV, episodio 1x15 (1987)
- Sposati... con figli (Married... with Children) – serie TV, episodio 2x01-2x02-11x05 (1987-1996)
- 227 – serie TV, episodio 3x23 (1988)
- Il giustiziere della strada (The Highwayman) – serie TV, episodio 1x09 (1988)
- Disneyland – serie TV, 5 episodi (1988-1989)
- Casa Keaton (Family Ties) – serie TV, episodio 7x13 (1989)
- Paradise – serie TV, episodio 1x20 (1989)
- Hunter – serie TV, episodio 6x10 (1990)
- Agli ordini papà (Major Dad) – serie TV, episodio 1x25 (1990)
- Hull High – serie TV, episodi 1x02-1x04 (1990)
- La signora in giallo (Murder, She Wrote) – serie TV, episodio 7x09 (1990)
- Evening Shade – serie TV, episodio 1x17 (1991)
- Genitori in blue jeans (Growing Pains) – serie TV, episodi 7x11-7x20 (1991-1992)
- L.A. Law - Avvocati a Los Angeles (L.A. Law) – serie TV, episodio 6x11 (1992)
- Un bambino perso per sempre (A Child Lost Forever: The Jerry Sherwood Story), regia di Claudia Weill – film TV (1992)
- Morte sul Rio Grande (River of Rage: The Talking of Maggie Keene), regia di Robert Iscove – film TV (1993)
- Time Trax – serie TV, episodio 1x18 (1993)
- Heaven & Hell: North & South, Book III – miniserie TV, episodi 1-2-3 (1994)
- X-Files (The X-Files) – serie TV, episodio 2x24 (1995)
- Uno sconosciuto accanto a me (The Stranger Beside Me), regia di Sandor Stern – film TV (1995)
- Mike Land: professione detective (Land's End) – serie TV, episodio 1x08 (1995)
- Papà Noè (Second Noah) – serie TV, episodio 1x05 (1996)
- Questione d'onore (Swearing Allegiance), regia di Richard A. Colla – film TV (1997)
- Caroline in the City – serie TV, episodio 2x21 (1997)
- Sabrina, vita da strega (Sabrina, the Teenage Witch) – serie TV, episodio 2x09 (1997)
- JAG - Avvocati in divisa (JAG) – serie TV, episodio 3x16 (1998)
- Il tocco di un angelo (Touched by an Angel) – serie TV, episodio 4x21 (1998)
- E.R. - Medici in prima linea (ER) – serie TV, episodio 4x21 (1998)
- La signora del West (Dr. Quinn, Medicine Woman) – serie TV, episodio 6x21 (1998)
- Will & Grace – serie TV, 11 episodi (1998-1999)
- Da un giorno all'altro (Any Day Now) – serie TV, episodio 2x14 (1999)
- Beverly Hills 90210 (Beverly Hills, 90210) – serie TV, episodio 10x21 (2000)
- Profiler - Intuizioni mortali (Profiler) – serie TV, episodio 4x16 (2000)
- Python - Spirali di paura (Python), regia di Richard Clabaugh – film TV (2000)
- The Agency – serie TV, episodi 1x00-1x01 (2001)
- Angel – serie TV, 4 episodi (2001-2004)
- NCIS - Unità anticrimine (NCIS) – serie TV, episodio 1x01 (2003)
- One on One – serie TV, episodio 3x10 (2003)
- Prison Break – serie TV, episodio 2x06 (2006)
- The O.C. – serie TV, 6 episodi (2006-2007)
- La rivincita delle damigelle (Revenge of the Bridesmaids), regia di James Hayman – film TV (2010)
- I maghi di Waverly (Wizards of Waverly Place) – serie TV, episodio 3x27 (2010)
- Treme – serie TV, 4 episodi (2010-2012)
- Zeke e Luther – serie TV, episodio 3x16 (2011)
- Ricochet - La maschera della vendetta (Ricochet), regia di Nick Gomez – film TV (2011)
- Common Law – serie TV, 12 episodi (2012)
- Criminal Minds – serie TV, episodio 8x03 (2012)
- Bones – serie TV, episodio 8x11 (2013)
- The Mentalist – serie TV, episodio 6x14 (2014)
- Murder in the First – serie TV, episodi 1x05-2x06 (2014-2015)
- Glee – serie TV, episodio 6x07 (2015)
- The Astronaut Wives Club – serie TV, episodi 1x05-1x07 (2015)
- Scream Queens – serie TV, episodio 1x10 (2015)

## Doppiatori italiani
Nelle versioni in italiano delle opere in cui ha recitato, Gary Grubbs è stato doppiato da:
- Michele Kalamera in Angel, I maghi di Waverly, The O.C., Glee, Free State of Jones
- Renzo Stacchi in Davy Crockett, Criminal Minds
- Daniele Tedeschi in Charlie's Angels
- Luca Ernesto Mellina in Per amore e per onore
- Enrico Di Troia ne La signora in giallo
- Vittorio De Angelis in JFK - Un caso ancora aperto
- Fabrizio Temperini in X-Files
- Renato Cortesi in Will & Grace
- Vladimiro Conti in NCIS - Unità anticrimine
- Pierluigi Astore in Pericolosamente bionda
- Gianluca Machelli in Mardi Gras - Fuga dal college
- Antonio Angrisano in Weather Wars - La terra sotto assedio
- Gaetano Lizzio in No One Lives
- Massimo Milazzo in Devil's Knot - Fino a prova contraria
- Ambrogio Colombo in Bones
- Alessandro Ballico in Sabotage
- Michele Gammino in The Mentalist
- Saverio Indrio in Left Behind - La profezia
- Emidio La Vella in Zona d'ombra
- Stefano Thermes in Scream Queens
- Dario Penne in USS Indianapolis